# Battaglia del Sentino
La battaglia del Sentino, detta anche delle nazioni, nel 295 a.C., durante la  terza guerra sannitica, oppose l'Esercito romano a un'alleanza avversa di popolazioni, composta da Etruschi, Sanniti, Galli Senoni ed Umbri. I Romani avevano come Alleati i Piceni. Dunque si spiega così il nome di "Battaglia delle Nazioni dell'antichità": tutte le popolazioni (nazioni) del Centro Italia furono coinvolte nello scontro, che decise le sorti di tutto quel territorio. Si risolse con una decisiva vittoria dell'alleanza romana, che aprì a Roma la strada del dominio dell'Italia centrale.
(Accio, Eneadi framm. 3)

## Antefatti
All'inizio del III secolo a.C. le potenze regionali che si dividevano il territorio dell'Italia centrale erano i Sanniti nel Sannio, i Romani nel Latium, gli Etruschi nell'Etruria, i Piceni e i Galli Senoni nel Picenum, gli Umbri nel territorio fra il Tevere e il Sannio settentrionale, i Greci nel sud Italia. Fino ad allora nessuna di queste forze era riuscita a sovvertire l'equilibrio esistente, oppure non aveva mai avuto intenzione di farlo.
Ma nell'ultimo cinquantennio, la Repubblica romana si stava ponendo come potenza egemone del centro Italia, grazie alle vittorie sui Latini, tra il 340 a.C. e il 338 a.C., sui Sanniti, sconfitti sia nella prima guerra sannitica, combattuta tra il 343 a.C. e il 341 a.C., sia nella seconda guerra sannitica, combattuta tra il 326 a.C. e il 304 a.C., e sugli Etruschi, sconfitti nel 310 a.C. e nel 309 a.C..
Consapevoli della potenza romana, i Sanniti, impegnati nella terza guerra sannitica, nel 296 a.C. mossero in Etruria con un grande esercito, con l'intenzione di ottenere l'alleanza di Etruschi, Umbri e Galli in funzione anti-romana. La mossa dei Sanniti ebbe successo, e si formò una coalizione di quattro popoli, che radunò un grosso esercito nel territorio di Sentino.
I Piceni, invece, che non avevano mai avuto problemi con Roma, ma che avevano invece visto il proprio territorio settentrionale invaso dai Galli, si allearono con i Romani, già nel 299 a.C..
(Tito Livio, Ab urbe condita, libro X, 10, 13-15.)

## Battaglia
I Romani e i loro Alleati, sotto il comando di Decio Mure, arrivarono nel territorio di Sentino (odierna Sassoferrato), e si accamparono a circa quattro miglia dal nemico. In entrambi i campi si tennero consigli di guerra. Ai Sanniti e ai Galli fu affidato il compito di dare battaglia ai Romani, ad Umbri ed Etruschi, quello di attaccarne l'accampamento.
Venuti a sapere dei piani dei nemici grazie a dei delatori, i consoli romani ottennero che gli Etruschi si allontanassero da Sentino, per proteggere Chiusi, violentemente attaccata da forze romane, rimaste a guardia delle vie di accesso a Roma.
I Galli andarono ad occupare l'ala destra, i Sanniti la sinistra. Di fronte ai Sanniti, all'ala destra romana, Quinto Fabio schierò la prima e la terza legione, mentre contro i Galli alla sinistra Decio schierò la quinta e la sesta.
Diverso fu l'approccio allo scontro dei due comandanti romani: Fabio, convinto che tra i Galli e i Sanniti con il prolungarsi della battaglia l'ardore si sarebbe affievolito, adottò una tattica difensiva, mentre Decio, più irruente, impiegò subito nel primo scontro tutte le forze che aveva.
Decio, sin dalle prime fasi, impiegò la cavalleria, facendola partecipare allo scontro tra le fanterie, nella speranza di disorientare le fanterie nemiche. Ma ad essere sorpresa fu invece proprio la cavalleria romana: l'impiego, da parte dei nemici, di carri trainati da cavalli, la fece infatti disunire e infine disperdere.
A questo sbandamento, seguì quello della fanteria romana, che iniziò a dare segni di cedimento; per combatterlo Decio Mure, come aveva già fatto il padre, invocò la devotio.
(Livio, Ab Urbe condita libri, X, 28,15-18.)
La mossa ebbe l'effetto sperato, e la fanteria romana riuscì a riorganizzarsi e a resistere agli attacchi dei nemici, anche grazie a dei rinforzi inviati dall'altro console.
Fabio, che era riuscito a protrarre a lungo lo scontro, quando fu convinto che l'impeto dei nemici era venuto meno, ordinò ai cavalieri di prepararsi ad attaccare i fianchi dello schieramento nemico, e ai fanti di avanzare lentamente, ma costantemente.
Quando si accorse delle difficoltà dei nemici, ordinò l'attacco contemporaneo dei cavalieri, e di tutti i propri riservisti. Mentre i Galli riuscirono a resistere compatti, i Sanniti ruppero lo schieramento, e fuggirono precipitosamente all'interno dell'accampamento.
Ormai divisi, i Sanniti furono sterminati nella difesa dell'accampamento, e i Galli sul campo di battaglia, dove furono presi alle spalle dagli attacchi della cavalleria, ormai libera da altri compiti.
(Livio, Ab Urbe condita libri, X, 29.)

## Conseguenze
Roma inflisse una sconfitta così pesante agli avversari che la coalizione dei popoli italici non venne mai più ripristinata. Dopo Sentino, i popoli confinanti tornarono ad attuare ciascuno la propria politica; le città etrusche e quelle umbre stipularono patti federativi, mentre con Celti e Sanniti perdurò lo stato di guerra.
Il vero significato della battaglia di Sentino fu che Roma era ormai superiore militarmente alle altre potenze della penisola, e nessuno poteva più pensare di ridimensionarla. Roma, pur vincendo, non conquistò dei territori nell'immediato. Per l'Urbe il risultato concreto della battaglia, infatti, fu la possibilità di continuare la sua politica di egemonia sul resto della penisola.
I Piceni, alleati dei Romani e che avevano contribuito alla vittoria, in un primo momento ebbero il risultato del vedere ridimensionato il pericolo della presenza nel nord delle Marche (precisamente al nord del fiume Esino) dei Galli Senoni. Successivamente, però, quando videro che i Romani cominciarono a fondare colonie nel loro territorio, capirono che cosa significasse allearsi con popoli troppo potenti: Roma si sentiva ormai libera di espandersi nel versante Adriatico. Cominciarono così a temere per la propria indipendenza.
Quanto ai Galli Senoni, per essi la battaglia di Sentino, che si combatté sul loro territorio, rappresentò l'uscita di scena definitiva dalla lotta per il predominio sulla penisola. I Romani approfittarono della disfatta celtica impadronendosi, dopo pochi decenni, di metà del loro territorio.